# Südostasienspiele 2023/Badminton
Titelträger im Badminton wurden bei den Südostasienspielen 2023 in der Morodok Techo Badminton Hall in Phnom Penh in Kambodscha fünf Einzel- und drei Mannschaftsdisziplinen ermittelt. Die Badmintonwettbewerbe fanden vom 8. bis zum 16. Mai 2023 statt.

## Medaillengewinner
| Herreneinzel    | Christian Adinata | Chico Aura Dwi Wardoyo | Lee Shun Yang |  |  |  |
| Herreneinzel    | Christian Adinata | Chico Aura Dwi Wardoyo | Leong Jun Hao |  |  |  |
| Dameneinzel     | Supanida Katethong | Lalinrat Chaiwan | Komang Ayu Cahya Dewi |  |  |  |
| Dameneinzel     | Supanida Katethong | Lalinrat Chaiwan | Ester Nurumi Tri Wardoyo |  |  |  |
| Herrendoppel    | Pramudya Kusumawardana Yeremia Rambitan | Peeratchai Sukphun Pakkapon Teeraratsakul | Muhammad Shohibul Fikri Bagas Maulana |  |  |  |
| Herrendoppel    | Pramudya Kusumawardana Yeremia Rambitan | Peeratchai Sukphun Pakkapon Teeraratsakul | Nge Joo Jie Johann Prajogo |  |  |  |
| Damendoppel     | Febriana Dwipuji Kusuma Amallia Cahaya Pratiwi | Meilysa Trias Puspita Sari Rachel Allessya Rose | Lee Xin Jie Low Yeen Yuan |  |  |  |
| Damendoppel     | Febriana Dwipuji Kusuma Amallia Cahaya Pratiwi | Meilysa Trias Puspita Sari Rachel Allessya Rose | Cheng Su Hui Cheng Su Yin |  |  |  |
| Mixed           | Rehan Naufal Kusharjanto Lisa Ayu Kusumawati | Yap Roy King Cheng Su Yin | Ratchapol Makkasasithorn Chasinee Korepap |  |  |  |
| Mixed           | Rehan Naufal Kusharjanto Lisa Ayu Kusumawati | Yap Roy King Cheng Su Yin | Pakkapon Teeraratsakul Phataimas Muenwong |  |  |  |
|                 | | | |  |  |  |
| Herrenteam      | Indonesien Christian Adinata Chico Aura Dwi Wardoyo Alwi Farhan Muhammad Shohibul Fikri Rehan Naufal Kusharjanto Pramudya Kusumawardana Bagas Maulana Yeremia Rambitan Zachariah Josiahno Sumanti     | Malaysia Beh Chun Meng Chia Wei Jie Choong Hon Jian Goh Boon Zhe Kok Jing Hong Lee Shun Yang Leong Jun Hao Liew Xun Ong Ken Yon Yap Roy King                                                                                               | Singapur Terry Hee Joel Koh Andy Kwek Marcus Lau Loh Kean Hean Loh Kean Yew Nge Joo Jie Johann Prajogo Jason Teh Jia Heng Donovan Willard Wee                                                                                       |  |  |  |
| Herrenteam      | Indonesien Christian Adinata Chico Aura Dwi Wardoyo Alwi Farhan Muhammad Shohibul Fikri Rehan Naufal Kusharjanto Pramudya Kusumawardana Bagas Maulana Yeremia Rambitan Zachariah Josiahno Sumanti     | Malaysia Beh Chun Meng Chia Wei Jie Choong Hon Jian Goh Boon Zhe Kok Jing Hong Lee Shun Yang Leong Jun Hao Liew Xun Ong Ken Yon Yap Roy King                                                                                               | Thailand Chaloempon Charoenkitamorn Saran Jamsri Ratchapol Makkasasithorn Ruttanapak Oupthong Peeratchai Sukphun Pakkapon Teeraratsakul Panitchaphon Teeraratsakul Sitthikom Thammasin Parinyawat Thongnuam Nanthakarn Yordphaisong |  |  |  |
| Damenteam       | Thailand Benyapa Aimsaard Nuntakarn Aimsaard Lalinrat Chaiwan Laksika Kanlaha Supanida Katethong Jongkolphan Kititharakul Chasinee Korepap Phataimas Muenwong Pitchamon Opatniputh Rawinda Prajongjai | Indonesien Komang Ayu Cahya Dewi Hediana Julimarbela Febriana Dwipuji Kusuma Lisa Ayu Kusumawati Amallia Cahaya Pratiwi Meilysa Trias Puspita Sari Mutiara Ayu Puspitasari Rachel Allessya Rose Ester Nurumi Tri Wardoyo Stephanie Widjaja | Singapur Grace Chua Heng Xiao En Insyirah Khan Jin Yujia Elsa Lai Yi Ting Megan Lee Xin Yi Tan Wei Han Crystal Wong Jia Ying Yeo Jia Min                                                                                            |  |  |  |
| Damenteam       | Thailand Benyapa Aimsaard Nuntakarn Aimsaard Lalinrat Chaiwan Laksika Kanlaha Supanida Katethong Jongkolphan Kititharakul Chasinee Korepap Phataimas Muenwong Pitchamon Opatniputh Rawinda Prajongjai | Indonesien Komang Ayu Cahya Dewi Hediana Julimarbela Febriana Dwipuji Kusuma Lisa Ayu Kusumawati Amallia Cahaya Pratiwi Meilysa Trias Puspita Sari Mutiara Ayu Puspitasari Rachel Allessya Rose Ester Nurumi Tri Wardoyo Stephanie Widjaja | Philippinen Nicole Albo Mikaela de Guzman Christel Rei Fuentespina Eleanor Inlayo Alyssa Leonardo Carlos Maria Bianca Thea Pomar Susmita Ramos                                                                                      |  |  |  |
| Gemischtes Team | Kambodscha Phon Chenda Chheng Huy Chea Lav Kimloung Lim Chourng Meng Heng Mengleap Sok Rikreay Yam Samnang Seavty Teav Vannthoun Vath                                                                 | Myanmar Arkar Phone Myat Aung Myo Htoo Hein Htut Thet Htar Thuzar Twal Tar Oo Zaw Lin Htoo Zun Myo Thet | Brunei Ahmad Mahyuddin Haji Abas Mohammad Shahirul Jenin Azri Safwan Jofri Siti Marinah Salleh Nuraqilah Shahroney Woo Chang Huei                                                                                                   |  |  |  |
| Gemischtes Team | Kambodscha Phon Chenda Chheng Huy Chea Lav Kimloung Lim Chourng Meng Heng Mengleap Sok Rikreay Yam Samnang Seavty Teav Vannthoun Vath                                                                 | Myanmar Arkar Phone Myat Aung Myo Htoo Hein Htut Thet Htar Thuzar Twal Tar Oo Zaw Lin Htoo Zun Myo Thet | Laos Phoutsavanh Daopasith Namboun Luangamath Manut Phiasoulin Phonesack Sokthavy Thidachane Sypaseuth |  |  |  |